# Rubus coronatus
Rubus coronatus är en rosväxtart som beskrevs av Jean Nicolas Boulay. Rubus coronatus ingår i släktet rubusar, och familjen rosväxter. Utöver nominatformen finns också underarten R. c. pataliflorus.